# 미천면
미천면(美川面)은 대한민국 경상남도 진주시의 면이다. 넓이는 54.73km2이고, 인구는 2006년 기준으로 2,144명이다.

## 행정 구역
- 효자리(孝子里)
- 안간리(安磵里)
- 어옥리(於玉里)
- 미곡리(美谷里)
- 반지리(班池里)
- 벌당리(伐塘里)
- 상미리(上美里)
- 향양리(向陽里)
- 오방리(梧坊里)